# 에너지플랫폼뉴스

에너지플랫폼뉴스(Energy Platform News)는 대한민국 에너지·환경 종합 언론 매체이다.
지난 1997년 창간된 에너지·환경 신문인  지앤이타임즈(gnetimes)가 2021년 9월 현재의 명칭으로 바꿨다.
에너지와 환경이라는 취재, 보도 영역을 제호에서 명확하게 전달하기 위한 것으로 에너지·환경 관련 모든 정보의 플랫폼 역할을 하겠다는 의미가 담겨져 있다.
에너지·환경 재화와 서비스의 1차 공급자를 포함해 이를 중계하고 소비자와 직접 대면하는 최종 소매 사업자 모두가 각각의 ‘플랫폼’ 역할을 하고 있는 만큼 이들 산업에 대한 다양한 정보와 동향, 정부 정책 등을 취재, 보도하는 기능적인 이미지로 명칭에 담고 있다.
오프라인과 온라인 매체를 동시에 발간중이며 정부와 국회,  지자체, 에너지 및 환경 산업체, 학계, 시민단체 등이 주요 구독자이며 ‘에너지플랫폼 LIVE’라는 유튜브 채널도 운영하고 있다.
또한 신문·잡지·웹사이트 등 매체량 공사기구인 한국 ABC(Audit Bureau of Certification)협회 회원사이다.